# Baszta Karczmarzy I w Krakowie
Baszta Karczmarzy I (według Ambrożego Grabowskiego „Kęsza”) – baszta obronna, położona niegdyś w ciągu  murów miejskich Krakowa, po wschodniej stronie wylotu dzisiejszej ul. Szpitalnej w kierunku Plant. Zburzona w XIX wieku.

## Historia

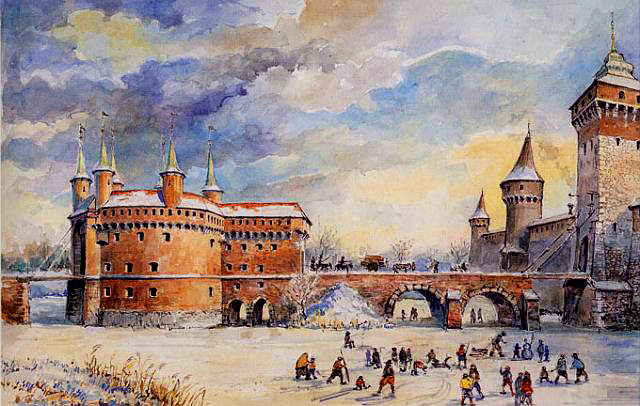
Baszta Karczmarzy I (najdalsza) XVIII/XIX w.

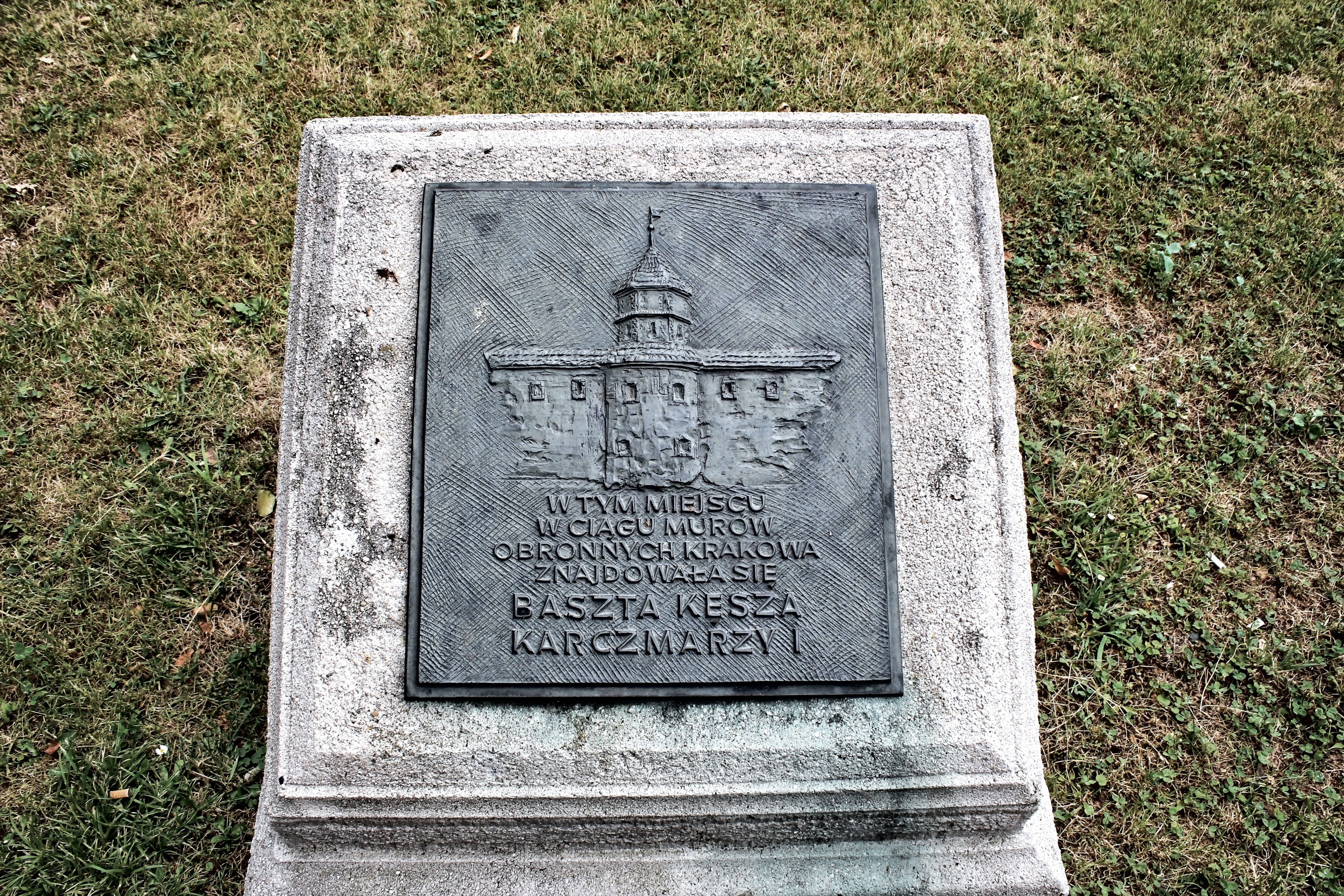

Basztę wzniesiono w 2. połowie XIV wieku w obrębie fortyfikacji miejskich. Po jej wschodniej stronie znajdowała się Baszta Karczmarzy II, a od zachodu Baszta Pasamoników. Za obronę baszty był odpowiedzialny cech karczmarzy, piwowarów, słodowników, czeladzi karczmarskiej a w ostatnim okresie jej istnienia – kupców. W dokumentach miejskich zachowały się dwie wzmianki dotyczące baszty w 1627 odnotowana jest naprawa murarska, a pod koniec XVII wieku basztę przejęła kongregacja kupiecka. Zburzono ją w 1. połowie XIX wieku na rozkaz władz austriackich, na mocy dekretu cesarza Franciszka II z 1806 roku.